# Thomas F. Farrell
Thomas Francis Farrell (Brunswick, 3 dicembre 1891 – Reno, 11 aprile 1967) è stato un generale statunitense, vice comandante generale e capo delle operazioni sul campo del progetto Manhattan.